# Aerograd
Pour plus de détails, voir Fiche technique et Distribution.
Aerograd (Аэроград) est un film soviétique réalisé par Alexandre Dovjenko, sorti en 1935. Le film est cité dans la liste des 100 meilleurs films de l'histoire du cinéma ukrainien.

## Synopsis
Dans le futur, des agents japonais se rendent en Sibérie pour empêcher la construction de la ville d'Aerograd.

## Fiche technique
- Titre : Aerograd
- Titre original : Аэроград
- Réalisation : Alexandre Dovjenko
- Scénario : Alexandre Dovjenko et N. Simonov
- Musique : Dmitri Kabalevski
- Photographie : Mikhail Gindin, Nikolai Smirnov et Édouard Tissé
- Société de production : Gosudarstvennoe Upravlenie Kinematografii i fotografii, Mosfilm et Ukrainfilm
- Société de distribution : Seagull Films (États-Unis)
- Pays de production :  Union soviétique
- Genre : Aventure et science-fiction
- Durée : 82 minutes
- Dates de sortie : 
  - URSS : 6 novembre 1935
  - États-Unis : 27 décembre 1935

## Distribution
- Stepan Shagaida : Stepan Glushak
- Sergueï Stoliarov : Vladimir Slushak
- Stepan Shkurat : Vasili Khudiakov
- G. Tsoi : Van-Lin
- Iekaterina Kortchaguina-Aleksandrovskaïa est une vieille croyante
- Ekaterina Melnikova : la femme de Stepan
- Boris Dobronravov : Aniky Shavanov
- Yelena Maksimova : Maria Koudina
- Youlia Tsaï : la femme de Volodymyr